# Carinae

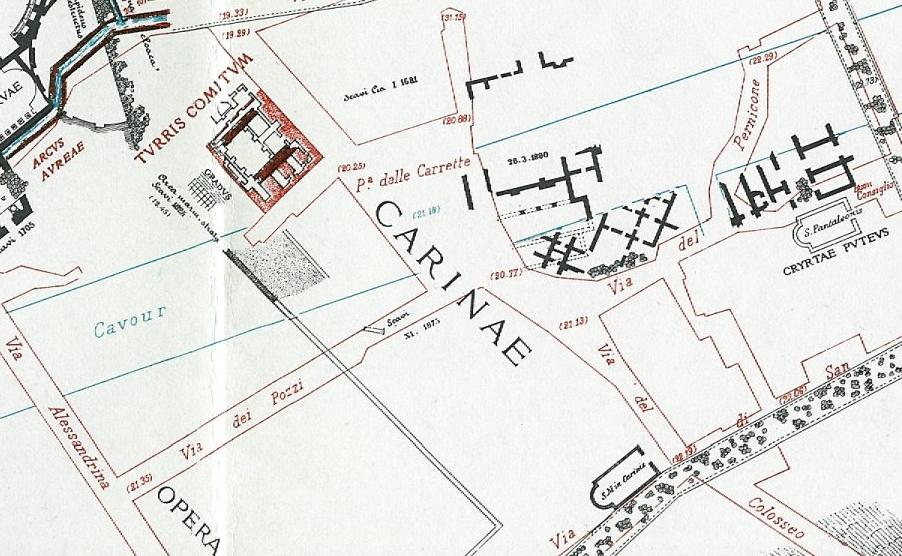
Området Carinae på Rodolfo Lancianis Rom-karta från 1893–1901.

Carinae var under antiken ett område i Rom. Det var beläget på västra delen av Esquilinens södra höjdsträckning Oppius. Carinae omfattande även sluttningen ner mot Subura. I dagens Rom motsvaras området av kvarteren mellan Colosseum och Via di San Pietro in Vincoli.
Carinae var ett av Roms mer exklusiva kvarter. Pompejus och Marcus Antonius hade residens i Carinae. Namnet ”Carinae” lever kvar i den lilla gatan Via delle Carine samt i resterna av den rivna kyrkan Santa Maria in Carinis.